# Les Seins de glace (film, 1959)
Pour les articles homonymes, voir Les Seins de glace.
Pour plus de détails, voir Fiche technique et Distribution.
Les Seins de glace (The Rough and the Smooth) est un film britannique réalisé par Robert Siodmak et sorti en 1959.
Il s'agit d'une adaptation du roman Le Parfum et la Pourriture (The Rough and the Smooth) de Robin Maugham, paru en 1951.

## Synopsis
Un archéologue tombe amoureux d'une étrange jeune fille.

## Fiche technique
- Titre français : Les Seins de glace[2]
- Titre original : The Rough and the Smooth
- Réalisation : Robert Siodmak
- Scénario : Audrey Erskine-Lindop, Dudley Leslie, d'après un roman Le Parfum et la Pourriture (The Rough and the Smooth) de Robin Maugham, paru en 1951[1].
- Photographie : Otto Heller
- Musique : Douglas Gamley
- Montage : Gordon Pilkington
- Sociétés de production : George Minter Productions, Renown Pictures Corporation
- Pays de production :  Royaume-Uni
- Langue originale : anglais britannique
- Format : Noir et blanc - 1,37:1 - Son mono - 35 mm
- Genre : drame
- Durée : 96 minutes
- Date de sortie : 
  - Royaume-Uni : octobre 1959
  - France : 14 décembre 1960[2]

## Distribution
- Nadja Tiller : Ila Hansen
- Tony Britton : Mike Thompson
- William Bendix : Reg Barker
- Natasha Parry : Margaret Goreham
- Norman Wooland : David Fraser
- Donald Wolfit : Lord Drewell
- Tony Wright : Jack
- Adrienne Corri : Jane Buller
- Joyce Carey : Mrs. Thompson
- John Welsh : Dr. Thompson
- Martin Miller : Piggy
- Michael Ward : Headwaiter
- Edward Chapman : Willy Catch
- Norman Pierce : Barman
- Beatrice Varley : Hotel Manager
- Geoffrey Bayldon : Ransom